# Маунтін-В'ю (муніципальний район)
Графство Маунтін-В'ю (англ. Mountain View County) — муніципальний район в Канаді, у провінції Альберта.

## Населення
За даними перепису 2016 року, муніципальний район нараховував 13074 жителів, показавши зростання на 5,8%, порівняно з 2011-м роком. Середня густина населення становила 3,5 осіб/км².
З офіційних мов обидвома одночасно володіли 430 жителів, тільки англійською — 12 625, а 15 — жодною з них. Усього 785 осіб вважали рідною мовою не одну з офіційних, з них 5 — одну з корінних мов, а 15 — українську.
Працездатне населення становило 73% усього населення, рівень безробіття — 7,2% (8,7% серед чоловіків та 5,5% серед жінок). 66,3% були найманими працівниками, 32,7% — самозайнятими.
Середній дохід на особу становив $56 823 (медіана $37 973), при цьому для чоловіків — $71 657, а для жінок $41 522 (медіани — $48 966 та $28 506 відповідно).
28,9% мешканців мали закінчену шкільну освіту, не мали закінченої шкільної освіти — 17,4%, 53,7% мали післяшкільну освіту, з яких 23% мали диплом бакалавра, або вищий, 25 осіб мали вчений ступінь.
| Статево-вікова структура населення | Статево-вікова структура населення | Статево-вікова структура населення | Статево-вікова структура населення | Статево-вікова структура населення |
| ---------------------------------- | ---------------------------------- | ---------------------------------- | ---------------------------------- | ---------------------------------- |
|                                    |                                    |                                    |                                    |                                    |
| Всього                             | Всього                             | 51,5%48,5%                         |                                    |                                    |
| 0 — 14 років                       | 0 — 14 років                       |                                    | 17,9%                              | 17,9%                              |
| 15 — 64 років                      | 15 — 64 років                      |                                    | 66,5%                              | 66,5%                              |
| 65 і більше                        | 65 і більше                        |                                    | 15,6%                              | 15,6%                              |
| 85 і більше                        | 85 і більше                        |                                    | 1%                                 | 1%                                 |
| Середній вік (років)               | Середній вік (років)               | 41,941,6                           | 41,8                               | 41,8                               |
| Медіана (років)                    | Медіана (років)                    | 45,544,8                           | 45,2                               | 45,2                               |
| — чоловіки — жінки                 |                                    |                                    |                                    |                                    |

| Походження мешканців:     | Походження мешканців:     | Походження мешканців: | Походження мешканців: | Походження мешканців: |
| ------------------------- | ------------------------- | --------------------- | --------------------- | --------------------- |
| Походження                |                           |                       | осіб                  | %                     |
| Корінні американці        | Корінні американці        |                       | 830                   | 6.45%                 |
| Інше північноамериканське | Інше північноамериканське |                       | 4 260                 | 33.09%                |
| Європейське               | Європейське               |                       | 10 695                | 83.07%                |
| британське                | британське                |                       | 7 330                 | 56.93%                |
| французьке                | французьке                |                       | 1 265                 | 9.83%                 |
| українське                | українське                |                       | 775                   | 6.02%                 |
| Карибське                 | Карибське                 |                       | 35                    | 0.27%                 |
| Латинськоамериканське     | Латинськоамериканське     |                       | 45                    | 0.35%                 |
| Африканське               | Африканське               |                       | 35                    | 0.27%                 |
| Азійське                  | Азійське                  |                       | 170                   | 1.32%                 |
| Океанійське               | Океанійське               |                       | 40                    | 0.31%                 |

| Зайнятість населення за галузями (за класифікацією NOC): | Зайнятість населення за галузями (за класифікацією NOC): | Зайнятість населення за галузями (за класифікацією NOC): | Зайнятість населення за галузями (за класифікацією NOC): | Зайнятість населення за галузями (за класифікацією NOC): |
| -------------------------------------------------------- | -------------------------------------------------------- | -------------------------------------------------------- | -------------------------------------------------------- | -------------------------------------------------------- |
|                                                          |                                                          |                                                          |                                                          |                                                          |
| Управління                                               | Управління                                               |                                                          | 21,6%                                                    | 21,6%                                                    |
| Бізнес, фінанси та адміністрування                       | Бізнес, фінанси та адміністрування                       |                                                          | 13,2%                                                    | 13,2%                                                    |
| Природничі та прикладні науки                            | Природничі та прикладні науки                            |                                                          | 4%                                                       | 4%                                                       |
| Охорона здоров'я                                         | Охорона здоров'я                                         |                                                          | 5,2%                                                     | 5,2%                                                     |
| Освіта, правозахист, муніципальні та урядові служби      | Освіта, правозахист, муніципальні та урядові служби      |                                                          | 6,3%                                                     | 6,3%                                                     |
| Мистецтво, культура, відпочинок та спорт                 | Мистецтво, культура, відпочинок та спорт                 |                                                          | 1,7%                                                     | 1,7%                                                     |
| Роздрібна торгівля та послуги                            | Роздрібна торгівля та послуги                            |                                                          | 14,1%                                                    | 14,1%                                                    |
| Гуртова торгівля, транспорт та обладнання                | Гуртова торгівля, транспорт та обладнання                |                                                          | 21,4%                                                    | 21,4%                                                    |
| Природні ресурси, сільське господарство                  | Природні ресурси, сільське господарство                  |                                                          | 9,1%                                                     | 9,1%                                                     |
| Виробництво                                              | Виробництво                                              |                                                          | 3,3%                                                     | 3,3%                                                     |

## Населені пункти
До складу муніципального району входять містечка Карстейрс, Дідсбері, Олдс, Сандрі, село Кремона, а також хутори, інші малі населені пункти та розосереджені поселення.

## Клімат
Середня річна температура становить 3,1°C, середня максимальна – 21,8°C, а середня мінімальна – -18,1°C. Середня річна кількість опадів – 461 мм.
| Клімат поселення                              | Клімат поселення | Клімат поселення | Клімат поселення | Клімат поселення | Клімат поселення | Клімат поселення | Клімат поселення | Клімат поселення | Клімат поселення | Клімат поселення | Клімат поселення | Клімат поселення | Клімат поселення |
| Показник                                      | Січ.             | Лют.             | Бер.             | Квіт.            | Трав.            | Черв.            | Лип.             | Серп.            | Вер.             | Жовт.            | Лист.            | Груд.            |                  |
| Середній максимум, °C                         | −4,5             | −1,19            | 3,50             | 10,50            | 16,22            | 19,98            | 21,76            | 21,48            | 16,64            | 11,25            | 2,74             | −2,5             |                  |
| Середня температура, °C                       | −11,3            | −7,99            | −3,3             | 3,70             | 9,42             | 13,18            | 15,33            | 15,06            | 10,19            | 4,80             | −3,7             | −8,95            |                  |
| Середній мінімум, °C                          | −18,09           | −14,78           | −10,09           | −3,09            | 2,63             | 6,38             | 8,92             | 8,65             | 3,78             | −1,6             | −10,12           | −15,36           |                  |
| Норма опадів, мм                              | 16               | 13               | 21               | 25               | 57               | 86               | 79               | 62               | 53               | 18               | 16               | 15               |                  |
| Середньомісячна швидкість вітру, м/с          | 3.32             | 3.30             | 3.54             | 3.80             | 3.70             | 3.50             | 3.10             | 2.99             | 3.20             | 3.50             | 3.50             | 3.40             |                  |
| Середньомісячна сонячна радіація, кДж/м²·день | 3871             | 7355             | 12456            | 17212            | 20566            | 21882            | 22804            | 19364            | 13441            | 8075             | 4135             | 2965             |                  |
| --------------------------------------------- | ---------------- | ---------------- | ---------------- | ---------------- | ---------------- | ---------------- | ---------------- | ---------------- | ---------------- | ---------------- | ---------------- | ---------------- | ---------------- |
| Джерело:                                      |                  |                  |                  |                  |                  |                  |                  |                  |                  |                  |                  |                  |                  |